# Par-delà nature et culture
Par-delà nature et culture est un ouvrage théorique de l'anthropologue français Philippe Descola paru chez Gallimard en 2005.

## Idées majeures du livre
Partant du savoir des anthropologues, Descola s’interroge sur « la syntaxe », ou les règles, qui gouvernent l’intégration des croyances et de leurs pratiques dans l’organisation sociale, dans diverses sociétés. La distinction supposée fondamentale entre nature et culture n’offrant que peu d’explications, l'auteur propose de développer une nouvelle approche théorique permettant de répartir les continuités et les discontinuités entre l'homme et son environnement. Pour cela, il développe une typologie des « modes d’identification et de relation » où entrent à la fois les « humains » et les « non-humains ». Bien des dualismes perpétués par la tradition anthropologique trouvent avec cet ouvrage une nouvelle configuration qui évite de reprendre des grilles d'analyse ethnocentristes imposées par la culture occidentale.
L'auteur s'appuie pour ce faire sur une variété de sources, certaines issues de la littérature anthropologique, d'autres de son propre travail de terrain, mené chez les Achuars d'Amazonie. Il démontre comment ceux-ci conçoivent de manière toute différente leur rapport à l'espace et à la domestication, selon des cercles concentriques allant de la maison à la jungle, mais qui ne concordent pas avec la conception occidentale d'une division entre espace domestiqué et espace sauvage.
Descola propose comme nouveaux critères ceux d'intériorité et de physicalité, d'une part, et de ressemblance et de différence, d'autre part, ce qui donne, en combinaison, quatre types. Affirmer la ressemblance des intériorités — comme font l'animisme et le totémisme — c'est dire que les non-humains ont même âme, mêmes valeurs que les humains, ils partagent avec eux la subjectivité, la conscience, la communication, la conscience de soi, la mémoire, l'intentionnalité, la mortalité, la connaissance. Affirmer la ressemblance des physicalités — comme font le totémisme et le naturalisme — c'est dire que les non-humains ont non seulement des corps proches (apparence extérieure que Descola appelle extériorité) mais encore des modes d'existence, des régimes alimentaires, des modes de reproduction similaires. 
1. Animisme (p. 183 et suivantes) : « ressemblance des intériorités[2], différence des physicalités ». Concept-clé : la métamorphose[3]. Régions : Amazonie, Amérique subarctique, Asie du Sud-Est, Mélanésie.
2. Totémisme (p. 203 et suivantes) : « ressemblance des intériorités, ressemblance des physicalités ». Concept-clé : l'hybridation[4]. Région : Australie.
3. Naturalisme (p. 241 et suivantes) : « différence des intériorités, ressemblance des physicalités ». Concept-clé : l'objectivation[5]. Régions : Occident.
4. Analogisme (p. 280 et suivantes) : « différence des intériorités, différence des physicalités ». Concept-clé : la chaîne des êtres. Régions : Inde brahmanique, Afrique de l'Ouest, Chine ancienne, zone andine, Mexique précolombien, pensée occidentale de l’Antiquité et du Moyen Âge [6](p. 317).

Pour les modes de relation Descola propose de distinguer deux types, gradués de façon sommaire en positives, neutres et négatives, soit : prédation, échange, don, transmission, conservation et production. Considérant celles-ci en combinaison avec les quatre modes d’identification on obtiendrait 24 types, ce qui paraît amplement suffisant pour discerner les cas connus.

## Réception du livre
L'ouvrage a été reconnu comme important dès sa publication et a donné suite à des commentaires approfondis. Une traduction anglaise a été publiée en 2013 et les idées centrales du livre ont fait l'objet de discussions à la conférence annuelle des anthropologues américains avec Marshall Sahlins dans la position de discutant.

## Table des matières
- La nature en trompe-l'œil
- Structures de l'expérience
- Les dispositions de l'être
- Les usages du monde
- Écologie des relations

## Éditions
- Par-delà nature et culture, Paris, Gallimard, « Bibliothèque des sciences humaines », 2005, 640 p.  (ISBN 2-07-077263-2)
- Par-delà nature et culture, Paris, Gallimard, « Folio essais », 2015.